# Grandwood Park
Grandwood Park est une census-designated place située dans le comté de Lake, dans l’État de l’Illinois, aux États-Unis. Sa population s’élevait à 5 202 habitants en 2010.